# Jinling Shuiku
Jinling Shuiku (kinesiska: 金陵水库) är en reservoar i Kina. Den ligger i provinsen Hunan, i den södra delen av landet, omkring 260 kilometer söder om provinshuvudstaden Changsha. Jinling Shuiku ligger 269 meter över havet. I omgivningarna runt Jinling Shuiku växer huvudsakligen savannskog.
Genomsnittlig årsnederbörd är 1 888 millimeter. Den regnigaste månaden är augusti, med i genomsnitt 273 mm nederbörd, och den torraste är oktober, med 37 mm nederbörd.